# 1908년 하계 올림픽 노르웨이 선수단
1908년 하계 올림픽 노르웨이 선수단은 영국 런던에서 개최된 1908년 하계 올림픽에 참가한 올림픽 노르웨이 선수단이다. 7개 종목과 23개 세부 종목에서 선수 69명이 참가하였다.

## 선수 집계
| 종목   | 남자 | 여자 | 합계 |
| ------ | ---- | ---- | ---- |
| 레슬링 | 1    |      | 1    |
| 사격   | 13   |      | 13   |
| 합계   | 69   | 0    | 69   |

## 메달 집계

### 종목별 메달 집계
| 종목   |   |   |   | 합계 |
| 사격   | 2 | 0 | 1 | 3    |
| 레슬링 | 0 | 1 | 0 | 1    |
| 합계   | 2 | 3 | 3 | 8    |

### 메달리스트
| 메달 | 선수                                                                                            | 종목   | 세부 종목                  | 날짜     |
| ---- | ----------------------------------------------------------------------------------------------- | ------ | -------------------------- | -------- |
|      | 알베르트 헬게루                                                                                 | 사격   | 남자 300m 자유 소총 3자세  | 7월 11일 |
|      | 구드브란 스카테보에 알베르트 헬게루 에이나르 린베르그 올라프 세테르 올레 세테르 율리우스 브라테 | 사격   | 남자 300m 자유 소총 단체전 | 7월 10일 |
|      | 야코브 군데르센                                                                                 | 레슬링 | 자유형 헤비급              | 7월 23일 |
|      | 올레 세테르                                                                                     | 사격   | 남자 300m 자유 소총 3자세  | 7월 11일 |

## 레슬링
| 선수            | 세부 종목     | 32강전 (상대 /결과) | 16강전 (상대 /결과) | 8강전 (상대 /결과) | 준결승 (상대 /결과) | 3-4위전 (상대 /결과) | 결승 (상대 /결과) | 순위          |    |  |  |           |    |   |
| 야코브 군데르센 | 자유형 헤비급 |                     |                     | 월터 웨스트        | 승                  | 프레더릭 험프레이스  | 승                | 에드워드 닉슨 | 승 |  |  | 콘 오켈리 | 패 | 2 |

## 사격
| 선수                                                                                            | 세부 종목             | 점수 | 순위 |
| 게오르그 에르드만                                                                               | 100yd 자유 소총       | 61   | 40   |
| 게오르그 에르드만                                                                               | 300m 자유 소총 3자세  | 821  | 13   |
| 마티아스 글롬네스                                                                               | 100yd 자유 소총       | 26   | 47   |
| 마티아스 글롬네스                                                                               | 300m 자유 소총 3자세  | 563  | 47   |
| 아스문드 엔게르                                                                                 | 100yd 자유 소총       | 58   | 41   |
| 알베르트 헬게루                                                                                 | 300m 자유 소총 3자세  | 909  | 1    |
| 에르겐 브루                                                                                     | 100yd 자유 소총       | 82   | 28   |
| 올라프 세테르                                                                                   | 300m 자유 소총 3자세  | 830  | 9    |
| 올리비우스 스키모엔                                                                             | 300m 자유 소총 3자세  | 760  | 24   |
| 올레 세테르                                                                                     | 300m 자유 소총 3자세  | 883  | 3    |
| 율리우스 바로테                                                                                 | 300m 자유 소총 3자세  | 851  | 6    |
| 콜베른 크밤                                                                                     | 100yd 자유 소총       | 58   | 41   |
| 콜베른 크밤                                                                                     | 300m 자유 소총 3자세  | 777  | 19   |
| 페르 올라프 올센                                                                                | 300m 자유 소총 3자세  | 752  | 26   |
| 구드브란 스카테보에 알베르트 헬게루 에이나르 린베르그 올라프 세테르 올레 세테르 율리우스 브라테 | 300m 자유 소총 단체전 | 5055 | 1    |
| 구드브란 스카테보에 마티아스 글롬네스 알베르트 헬게루 에이나르 리베르그 올레 세테르 외르겐 브루 | 군사 소총 단체전      | 2192 | 6    |

## 참고 자료
- (영어) “Norway at the 1908 London Summer Games”. sports-reference.com. 2012년 1월 26일에 원본 문서에서 보존된 문서. 2011년 6월 13일에 확인함.